# Acid Bath
Acid Bath (транскр.  Есид Бет) је био амерички слаџ метал бенд из Хоума, Луизијана који је био активан од 1991. до 1997. године. Есид Бет је имао корене у дум металу и комбиновао их је са утицајима из блек метала, дет метала, готик рока, блуза, фолка и кантрија да би добио свој уникатан звук. У Pit Magazine интервјуу, вокалиста Декс Ригз је класификовао њихов звук као "дет рок" и такође представио њихову музику као мешавину дум метала и стоунер метала. У другом интервјуу, гитариста Семи Дует је описао њихов звук као "готик хардкор".

## Биографија
Есид Бет је био спој два бенда, Дарк Карнивала (у којем су наступали Оди Питре, Семи "Пјер" Дует, и Томи Вајетор) и Голготе (у којем су наступали Декс Ригз, Мајк Санчез, Џими Кајл и Џери "Бун" Бусинели). Голготини басисти су често били смењивани све док није дошао Чед Пирс, којег је након стварања Есид Бета заменио Оди Питре. Томија Вајетора је заменио Џими Кајл, али касније се поново прикључио бенду као клавијатуриста. Џозеф Ј. Фонтенот је био басиста један кратак период.
Есид Бет је настао 1991. Бенд је започео јужно од Њу Орлеанса у неколико мањих градова, као што су Хоума, Тибодо, Морган Сити и Галијано. Инспирисани треш металом и бендовима као што су Блек Сабат, Алис Купер, Келтик Фрост и Дарктроун, они су 1993. године снимили свој први демо албум Hymns of the Needle Freak са Кит Фалготом као продуцентом и менаџером. Снага њиховог демо албума им је зарадила уговор са независном продукцијском кућом Rotten Records. Они су 1994. објавили албум When the Kite String Pops чији је продуцент био Спајк Кесиди, а две године касније ће објавити свој други и последњи албум Paegan Terrorism Tactics (чији је продуцент поново био Кит Фалгот). Ниједан им није донео светску славу, али су добили велику култну пратњу и признање. 2005. су објавили нови албум који је био састављен од њихових раних демо песама назван Demos: 1993-1996.

## Растанак бенда и предстојећи пројекти
После два студијска албума, Есид Бетова каријера се изненада завршила након што је басиста Оди Питре погинуо у саобраћајној несрећи. Његови родитељи су такође погинули у истој несрећи, док је Кели Питре, Одијев брат, доживео мање повреде.
Иако су постојале гласине о новом албуму, бенд није објављивао нову музику. Албум је наводно требало да буде назван Killer Rat Poison. На овом албуму, клавијатуре је свирао Томи Вајетор. Семи Дует је поклонио неколико копија најближим пријатељима јер је користио понеке рифове са Гоутхорових ранијих дела.
Томи Вајетор је свирао бубњеве на Дисинкарнетовом албуму Dreams of the Carrion Kind са познатим дет метал гитаристом Џејмс Марфијем. Декс Ригз и Мајк Санчез су почели да наступају у бенду Ејџентс оф Обливион, издавајући само један самоимени албум, након чега су се распали. Почевши 2000. године, Ригз је био фронтмен свомп рок групе Дедбој & Елефантмен, пре него што је започео своју каријеру соло уметника 2007. Семи Дует је једно време био члан бенда Кроубар, који је касније напустио. Он је сада члан блекенд дет метал бенда Гоутхор и Ритуал Килер, док је такође у дум метал бенду Вуал, где свира са Келијем Питреом, братом Одија Питреа. Семи Дует је отворено изјављивао да је сатаниста још од кад је био члан Есид Бета. Оди је 1995. створио метал бенд Шрум тако што је комбиновао блек метал вокале са тешким звуком више басова без гитара. Томи Вајетор и Џозеф Фонтенот су такође били чланови Шрума. Шрум је користио два баса, а Фонтенот би наизменично користио дистортовани бас и чист бас. Форенот би касније две године свирао бас у бенду Диваурмент, након чега се прикључио Америчкој војсци.
Године 2014., постојале су гласине да ће се Есид Бет поново састати, а наводно ће такође имати новог вокалисту јер се Џими Кајл обратио вокалисти Слипнота, Корију Тејлору, у једној врло нејасној поруци, рекавши му да "Есид Бет тражи новог вокалисту. Молимо пошаљи мп3, демое или снимке како изводиш неке Есид Бет песме". Ипак, ове гласине су биле неистините и занемарене од стране чланова бенда, рекавши да "Есид Бет не постоји без преминулог Одија Питреа, тако да неће бити ни новог Есид Бет материјала" и да "у овом тренутку, једини преостали чланови Есид Бета - Џими, Мајк и ја - смо размишљали о могућности да одржимо неколико концерата у част Есид Бета, али за сада ништа није сигурно и то су само идеје".

## Музички стил и наслеђе
Есид Бет је најбоље познат по својој мешавини екстремних, дет метал инспирисаним слаџ металом комбинованим са дет гроуловима и меланхоличним гот/гранџ вокалима са акустичном гитаром током прелаза, као и семпловање. Бенд је семпловао аудио клипове из контроверзних филмова као што су Blue Velvet и A Clockwork Orange. Декс Ригзови вокали су процесовани и стварају врло индустријску атмосферу, а слично је и одрађено са појединим инструментима (као што се може уочити на другој половини песме "New Death Sensation"). Једна од најупечатљивијих ствари код звука Есид Бета је начин на који они врше измену темпа у току једне песме, као и начин на који они то уклопе у структуру песме. Њихово експериментисање са звуком је често ишло у свакојаке територије. Песма "Scream of the Butterfly" је акоустична блуз песма са комплексним бубњевима пред крај песме. Песма "Bones of Baby Dolls" експериментише са фолк музиком, док је песма "Dead Girl" описана као кантри песма од стране Декса Ригза.
Декс Ригзови текстови су често поетични, често исказујући своју опсесији са смрћу, коришћењем дроге, менталним поремећајима, црним хумором, културом из Луизијане и честе референце о анимизму, као и о паганизму, нихилизму и мизантропији. Он тврди да су инспирације за ове текстове добијене из стрипова, а највише од аутора Френка Милера, Алана Мура и Клајва Баркера, док је такође и исказао своју цењеност према ANSWER Me! и Boiled Angel. Вилијам Јорк из Олмјузика је изјавио да је песма "Venus Blue" могла бити хит на радију, samo da nije bilo живописног, снажног текста. Још један аспект у којем се нису поклапали са популарним очекивањима је коришћење цртежа прављених од стране Џона Гејсија и Др. Џека Коверкиана. Албум Paegan Terrorism Tactics је био забрањен у Аустралији због коришћења контроверзне Каворкианове слике For He is Raised на омоту албума, али забрана је од тада подигнута. На њиховом омоту са ЕП албума названог Edits се налазио цртеж Ричарда Рамиреза, а њихова Radio Edits компилација из 1996. годиине је на омоту садржала цртеж Кенета Бианчија. Њихова песма "Diäb Soulé" ("Пијани Ђаво" на кајунском француском) почиње са аудио клипом викања Џима Џоунса који је био вођа култа People's Temple. Њихова песма "Toubabo Koomi" на кајунском француском значи "Земља Белих Канибала".
Иако су објавили само два албума, као и неколицину обрада за радио, Есид Бет је добио велику пратњу (поготово у Луизијани) баш због оригиналне, експерименталне природе њихове музике.

## Чланови

### Последњи чланови
- Декс Ригз - Вокали (1991—1997)
- Џозеф Фонтенот - Бас гитара (1991-1992, 1997)
- Џими Кајл - Бубњеви (1991—1997)
- Мајк Санчез - Гитаре, вокали (1991—1997)
- Семи Пјер Дует - Гитаре, вокале (1991—1997)

### Бивши чланови
- Оди Питер - Бас гитаре, пратећи вокали (1991—1997)
- Томас Вајетор - Клавијатуре (1996—1997)

## Дискографија

### Студијски албуми
- When the Kite String Pops (1994)
- Paegan Terrorism Tactics(1996)

### Демо албуми
- Wet Dreams of the Insane (Golgotha demo) (1991)
- Screams of the Butterfly (1992)
- Demo II (1993)
- Hymns of the Needle Freak (1993)
- Liquid Death Bootleg (1993)
- Radio Edits 1 (1994)
- Radio Edits 2 (1996)
- Paegan Terrorism Tactics Outtakes (1996)
- Demos: 1993-1996 (2005)

### Спотови
- "Apocalyptic Sunshine Bootleg" (1994)
- "Toubabi Koomi" (1994)
- "Double Live Bootleg!" DVD (2002)